# Supercoupe de Serbie féminine de volley-ball
La Supercoupe de Serbie féminine de volley-ball est une compétition de volley-ball qui oppose chaque saison le champion de Serbie et le vainqueur de la coupe de Serbie. 

## Palmarès
| Année | Vainqueur                | Score                                     | Finaliste               |
| ----- | ------------------------ | ----------------------------------------- | ----------------------- |
| 2013  | OK Partizan Vizura       | 3 - 0 (25-23, 25-22, 25-10)               | Crvena Zvezda Belgrade  |
| 2014  | OK Partizan Vizura       | 3 - 0 (25-18, 25-23, 25-10)               | Crvena Zvezda Belgrade  |
| 2015  | OK Vizura                | 3 - 0 (25-22, 25-12, 28-26)               | OK Tent Obrenovac       |
| 2016  | ŽOK Jedinstvo            | 3 - 2 (25-20, 23-25, 25-14, 14-25 15-7)   | OK Vizura               |
| 2017  | OK Vizura                | 3 - 0 (25-15, 25-22, 25-14)               | ŽOK Jedinstvo           |
| 2018  | OK Vizura                | 3 - 2 (19-25, 22-25, 25-22, 25-17, 15-12) | ŽOK Železničar Lajkovac |
| 2019  | ŽOK Železničar Lajkovac  | 3 - 0 (25-20, 25-20, 25-22)               | Crvena Zvezda Belgrade  |
| 2020  | ŽOK Ub                   | 3 - 1 (25-21, 25-13, 20-25, 26-24)        | OK Tent Obrenovac       |
| 2021  | ŽOK Železničar Lajkovac  | 3 - 2 (23-25, 25-21, 25-12, 24-26, 15-10) | ŽOK Ub                  |
| 2022  | Étoile rouge de Belgrade | 3 - 1 (25-21, 25-18, 21-25, 25-13)        | ŽOK Železničar Lajkovac |
| 2023  | ŽOK Jedinstvo            | 3 - 1 (22-25, 25-21, 25-19, 25-23)        | ŽOK Ub                  |
| 2024  | OK Tent                  | 3 - 1 (26-24, 25-21, 21-25, 25-10)        | ŽOK Jedinstvo           |

## Bilan par club
| Club                     | Titres | Ville        | Année                        |
| ------------------------ | ------ | ------------ | ---------------------------- |
| OK Vizura                | 5      | Belgrade     | 2013, 2014, 2015, 2017, 2018 |
| ŽOK Jedinstvo            | 2      | Stara Pazova | 2016, 2023                   |
| ŽOK Železničar           | 2      | Lajkovac     | 2019, 2021                   |
| Étoile rouge de Belgrade | 1      | Belgrade     | 2022                         |
| ŽOK Ub                   | 1      | Ub           | 2020                         |
| OK Tent                  | 1      | Obrenovac    | 2024                         |